# Exèrcit de la Federació de Bòsnia i Hercegovina
L'Exèrcit de la Federació de Bòsnia i Hercegovina (en bosnià, serbi, croat: Vojska Federacije Bosne i Hercegovine) (VFBiH) va ser la força armada oficial de l'entitat Bosniaca de la Federació de Bòsnia i Hercegovina després del final de la guerra de Bòsnia fins al 2005. Es va establir després de la signatura dels Acords de Dayton, en unir-se a l'Exèrcit de la República de Bòsnia i Hercegovina (ARBiH) i al Consell de Defensa de Croat (HVO) en una estructura militar amb dos components nacionals, el bosnià i el croat sota comandament conjunt. En 2005 es va integrar a les Forces Armades de Bòsnia i Hercegovina sota l'autoritat del Ministeri de Defensa de Bòsnia i Hercegovina.

## Estructura

### Organització l'any 2000:[1]
- Comandament operatiu (Sarajevo)
  - 1r Cos (Sarajevo)
    - 121a Brigada Motoritzada (Tarčin)
    - 7a Brigada Mecanitzada de Cavalleria (Zenica)
    - 401a Brigada Motoritzada de Cavalleria (Mostar)
    - 820a Brigada Motoritzada (Goražde)

- - 2n Cos (Tuzla)
    - 501a Famosa Brigada Motoritzada (Bihać)
    - 517a Brigada Motoritzada (Sanica)

- - 1r Cos de Guàrdia (Mostar)
    - 1a Brigada Mecanitzada de la Guàrdia "Ante Bruno Busić" (Drvar)
    - 2a Brigada Cuirassada de la Guàrdia (Jesenice)
    - 3a Brigada Motoritzada de la Guàrdia "Jastrebovi" (Vitez)
    - 4a Brigada Motoritzada de la Guàrdia "Sinovi Posavine" (Orašje)

- - 1a Divisió d'Artilleria
  - 2a Divisió d'Artilleria

- - Brigada de Reacció Ràpida (Sarajevo)

- - Comandament de Formació i Doctrina
  - Comandament Logístic

## Equipament
| Rifle       | Tipus          | Versions |
| ----------- | -------------- | -------- |
| M-16        | Rifle d'assalt | A1/A2    |
| AR-15       | Rifle          | AR-15    |
| Zastava M70 | Rifle d'assalt | AB2      |
| HK 33       | Rifle d'assalt | A3       |

| Tancs      | Tipus           | Versions | En servei |
| ---------- | --------------- | -------- | --------- |
| M60 Patton | Tanc de batalla | A3/A3TTS | 45        |
| AMX-30     | Tanc de batalla | B2S      | 36        |
| T-55       | Tanc de batalla | T-55     | 10        |

| Avións   | Tipus                   | Versions | En servei |
| -------- | ----------------------- | -------- | --------- |
| UH-1     | Helicopter d'utilitat   | UH-1H    | 15        |
| Utva 75  | Avió lleuger d'utilitat |          | 11        |
| Mil Mi-8 | Helicopter d'utilitat   |          | 22        |